# Oost-Saksisch voetbalkampioenschap 1915/16
In 1915/16 werd het veertiende voetbalkampioenschap van Oost-Saksen gespeeld, dat georganiseerd werd door de Midden-Duitse voetbalbond. De competitie was nog niet voltooid toen de Midden-Duitse eindronde begon. Er werd voorgesteld om dan dit jaar geen deelnemer af te vaardigen, maar dit voorstel werd afgewezen. Er werd dan per lot beslist wie deel mocht nemen en het was Dresdner SC die aan het langste eind trok. In de eindronde begon de club rechtstreeks in de halve finale, waar ze tegen FC Eintracht Leipzig uitkwamen. De heenwedstrijd werd na 42 minuten stopgezet door een zwaar onweer, bij een 1-2 stand voor Leipzig. De terugwedstrijd werd met 6-1 verloren. 

## 1. Klasse
| Plaats | Club                         | Wed.           | W              | G              | V              | Saldo          | Ptn.           |
| ------ | ---------------------------- | -------------- | -------------- | -------------- | -------------- | -------------- | -------------- |
| 1.     | Dresdner FC Fußballring 1902 | 18             | 15             | 1              | 2              | 78:20          | 31:05          |
| 2.     | Dresdner SC                  | 18             | 14             | 0              | 4              | 65:22          | 28:08          |
| 3.     | Dresdner SV Guts Muts 1902   | 18             | 12             | 2              | 4              | 64:20          | 26:10          |
| 4.     | FC Brandenburg Dresden       | 18             | 10             | 2              | 6              | 57:51          | 22:14          |
| 5.     | VfR Habsburg Dresden         | 18             | 9              | 2              | 7              | 45:54          | 20:16          |
| 6.     | SpVgg 1905 Dresden           | 18             | 7              | 1              | 10             | 33:45          | 15:21          |
| 7.     | FV Sachsen 1900 Dresden      | 18             | 7              | 0              | 11             | 43:68          | 14:22          |
| 8.     | BC Sportlust 1900 Dresden    | 18             | 5              | 2              | 11             | 41:64          | 12:24          |
| 9.     | VfB 1903 Dresden             | 18             | 4              | 1              | 13             | 33:60          | 09:27          |
| 10.    | Dresdner FC von 1893         | 18             | 1              | 1              | 16             | 29:84          | 03:33          |
| 11.    | SC Dresdensia 1898 Dresden   | Teruggetrokken | Teruggetrokken | Teruggetrokken | Teruggetrokken | Teruggetrokken | Teruggetrokken |

|  | Kampioen                         |
|  | Deelname Midden-Duitse eindronde |